# Roslagsgatan

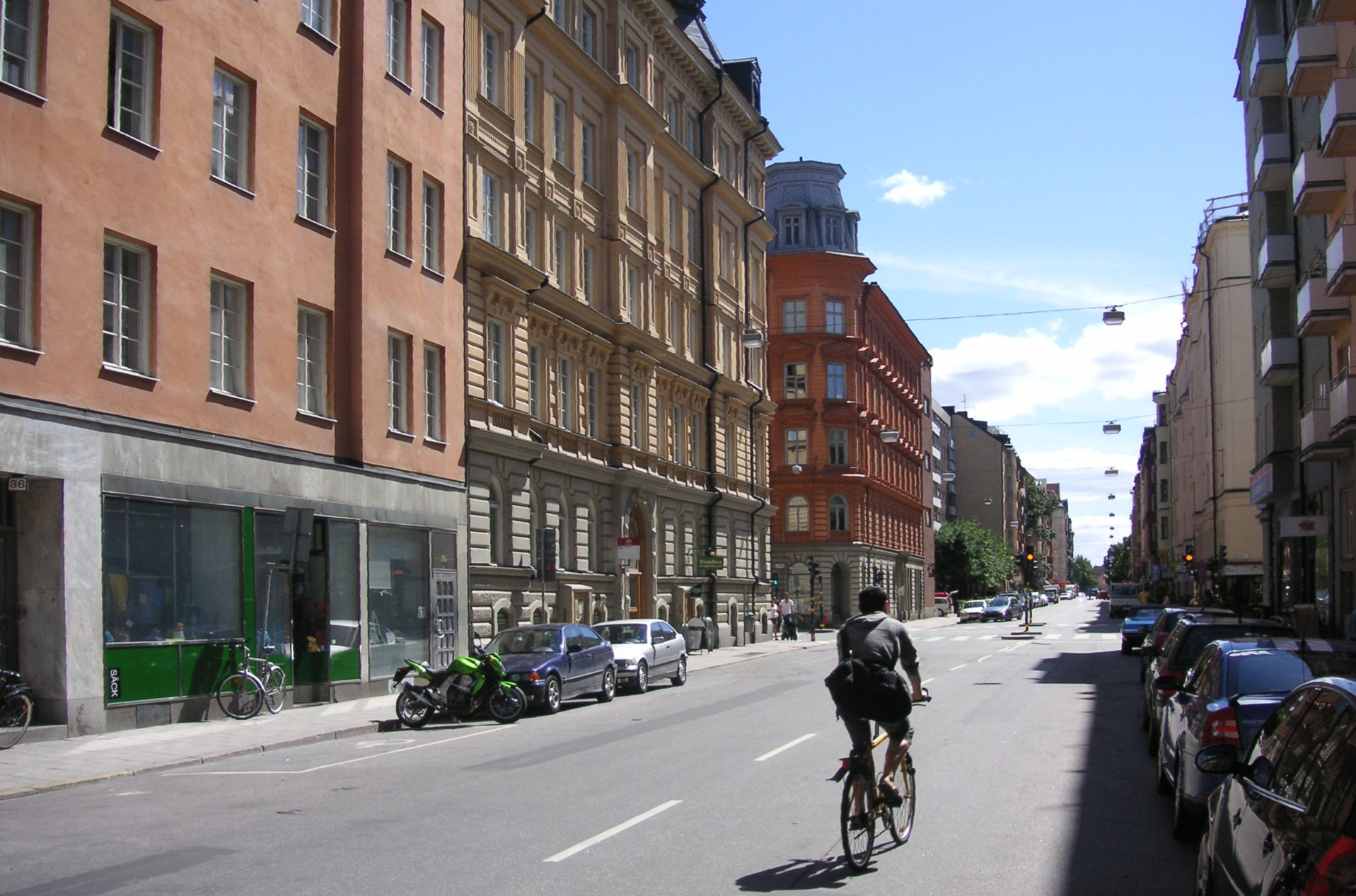
Roslagsgatan mot söderut i höjd med Frejgatan.

Roslagsgatan är en gata i Vasastaden i Stockholms innerstad. Gatan löper norrut från Jarlaplan till Roslagstull och korsas av Odengatan, Surbrunnsgatan, Frejgatan och Ingemarsgatan. Gatan är cirka 900 meter lång.

## Historik
Å Petrus Tillaeus karta från 1733 kallades gatan Roslags Tull gat[a]. Sitt nuvarande namn fick den i samband med Stockholms gatunamnsrevision 1885 och ersatte då namnet Roslagstullsgatan. 

## Gatan idag
Roslagsgatan kallas även Kulturgatan i Sibirien med anknytning till den del av Vasastaden som gatan ligger i, nämligen Sibirien. Här finns flera antikhandlare, vilket bekräftar gatans smeknamn. Under 2010-talet förändrades gatan till att bli något av ett restaurangstråk.

## Byggnader och verksamheter längs gatan (i urval)
- Nr. 1 – Norra Real
- Nr. 20 – Vädurens servicehus
- Nr. 43 - Stjärnkrogen Agrikultur
- Nr. 44 - Här låg tidigare malmgården Ingemarshof vars egendomar sträckte sig ända till Surbrunnsgatan
- Nr. 57 - Sthlm City HundCenter. Citys första hundcenter
- Nr. 61 – Johannes skola, i hörnet med Cedersdalsgatan